# Naissance en 1086
Naissance
- 1082
- 1083
- 1084
- 1085
- 1086
- 1087
- 1088
- 1089
- 1090

Cette page dresse une liste de personnalités nées au cours de l'année 1086 :

## En Europe
- 24 avril : Ramire II d'Aragon, surnommé le Moine, roi d'Aragon.
- 11 août : Henri V du Saint-Empire, roi des Romains puis empereur élu des Romains.
- 20 août[1],[2] : Boleslas III Bouche-Torse, duc de Pologne.
- Gossuin, moine bénédictin et théologien français, abbé de Saint-Sauveur d'Anchin

## En Asie
- Mi Youren, peintre chinois.
- Muhammad al-Shahrastani, Abû al-Fath Muhammad b. `Abd al-Karîm al-Shahrastânî, philosophe musulman, perse, théologien, influent historien des religions et spécialiste des hérésies de l'islam.
- Zhang Jun (en), général chinois.